# پرنژ
پرنژ (به لاتین: Prenj) یک کوه در بوسنی و هرزگوین است که در فدراسیون بوسنی و هرزگوین واقع شده‌است. پرنژ ۲٬۱۱۵ متر بالاتر از سطح دریا واقع شده‌است.